# 黑白少年少女
《黑白少年少女》（日语：モノクロ少年少女）是日本漫畫家福山遼子創作的日本漫畫作品。原是2008年在白泉社少女漫畫月刊《花與夢》發表的短篇作品，後於同雜誌2009年7号開始連載。單行本全12卷。中文版由東立出版社出版。

## 故事簡介
被「最先報名的第一位學生，免插班考試，學費、住宿費、伙食費等全額免費。」的傳單引誘，入讀了一般人無法入學的私立毛保乃高等學校（野獸高中）的巳待吳羽。據說這是野獸公主和王子們的超級貴族學校，為了與人類共存，學習食慾抑制學，每三年安排一次被稱呼為「兔子」的人類入學。由成績前三名的菁英學生 ─ 狼國第6公主．蝶蝶、虎國第2王子．茅、黑豹國第4王子．右京 擔任兔子監視員。吳羽的高中生活開始了……

## 登場人物
巳待吳羽
本作主角。由於小時候父母因車禍去世，而不停移轉親戚家，加上母親是有錢人家大小姐，當年不顧家族反對，嫁給父親，於是令到家族所有人也對父母和吳羽不滿。
15歲的她無家可歸，又遇上原本就讀的寄暫學校倒閉。就在這時，她拿到私立毛保乃高等學校招生的宣傳單，被上面所寫的學費、生活費全免的字眼誘惑，就這樣入讀了。入讀後，需要裝上兔子耳朵和尾巴，扮成「兔子」生活（兔子國第32公主）。
因某次事情而獲得最多分數，當上了學生會會長。
喜歡右京，但卻因為最後的審判而拒絕了右京的表白。
但是由於茅和蝶蝶告訴右京最後的審判的事，讓他在一次對吳羽表白，並與右京交往。
原本名次是98名，但因得知最後的審判的獎勵後，便努力讀書，最終以第1名的成績畢業。
現職為寵物店美容師。
右京
黑豹國的第4王子，但實際上是個養子，因當時3位王子也生病不能繼承王位，他的樣子又跟國王很相似，所以便領養了他。
因遭到第一王子的妒忌，而一直被當成玩具，所有對他來說重要的東西也被第一王子搶去了。但後來因吳羽的關係而冰釋前嫌。
與茅、蝶蝶被託付擔任「兔子監視員」，保護吳羽不被其他動物傷害。
經常欺負吳羽。同時，經常輕視自己以外的動物。耳朵的形狀像貓，有貓的尾巴。
因為獲得分數是第二位，當上了學生會副會長。
喜歡吳羽，但吳羽卻因為最後的審判而拒絕了右京的表白。
但是由於茅和蝶蝶告訴右京最後的審判的事，讓他再一次對吳羽表白，並與吳羽交往。
現職為幼稚園教師。
人類名稱為 黑平右京。
茅
虎國的第2王子。除了個性非常輕浮，也擁有腹黑的一面。耳朵的形狀、尾巴跟右京一樣像貓。
因為獲得分數是第二位，當上了學生會副會長。
對伊織似乎有着喜歡的情感。一直暗地裡與黃苑聯絡，以右京的情報換取伊織的消息。
後來喜歡吳羽，但最後喜歡蝶蝶。
和蝶蝶不小心聽到上總和姬凌的對話才知道吳羽是因為最後的省判才拒絕右京，並把最後的省判的事告訴右京。
現與蝶蝶一起合開商店經營。
人類名稱為 户良茅。
蝶蝶
狼國的第6公主。相當美麗，但經常炫耀、自戀。耳朵的形狀像狼，有狼的尾巴。
喜歡右京，後來喜歡茅。因為獲得分數是第二位，當上了學生會副會長。
和茅不小心聽到上總和姬凌的對話才知道吳羽是因為最後的省判才拒絕右京，並把最後的省判的事告訴右京。
現與茅一起合開商店經營。
人類名稱為大神蝶蝶。
上總
來自狐狸國。吳羽等人的班導。興趣是賽馬。
黑蘭
鬣狗國的第1王子。前任學生會輔佐。受吳羽信賴。
真正身份其實是黃苑派來的卧底。
六折
來自臭鼬國。學生會顧問。出名不聽人說話，有很重的關西腔調。
雛菊
獅子國的第8王子。現任的學生會輔佐。
喜歡蝶蝶，初次見面時因某些原因而討厭茅。
黃苑
黑豹國的第1王子。王位繼承人，稱呼同國第4王子的右京為「玩具」。極度自戀。左眼帶着眼罩。
討厭右京，認為他把自己重要的事物都搶走。因此想把對右京而言重要的東西全部奪來。
但後來因吳羽的關係而冰釋前嫌。
喜歡伊織，對吳羽很感興趣。
伊織
右京等人在國中時作為「兔子」的少女。
以前曾被右京和茅喜歡，現在喜歡黃苑。
曾經以黃苑的未婚妻的身份留居黑豹國。
現在以黃苑的妻子的身份留居黑豹國。
姬菱
吳羽等人的前輩，是告訴吳羽最後的省判的事的人。
原獅子國第8王子。被譽為傳說中的獅子。
現職為教師。
人類名稱為獅子尾姬菱。
淺蔥
王子。現已畢業。
苦菜
王子。
健
曾為吳羽小時候的青梅竹馬。
小時候曾喜歡吳羽，但被吳羽誤以為在藐視她而被揍掉了牙齒。
現為吳羽的好朋友。

## 用語
私立毛保乃高等學校
為野獸公主及王子們所設立的全員住宿制的私立高中。目的是為了與人類共存，因此在此學習食慾抑制學。有各種各樣的野獸入讀，並且在校內有連接各自的國家的窗戶。
「Rabbit」計劃
每三年安排一次，秘密地將人類以「兔子」身份為掩護，排入編制中，讓學生們能先將人類同樣當作「動物」進而習慣。並且由成績前三名者擔任兔子監視員。
分數制
分數是以成績、操行等加總而成的。並且根據分數的多少來選出學生會會長。
學生會
按照分數制，最高分數者為學生會會長（「王」），能掌控野獸高中的大小事，為3年任期。為學生會副會長。
最後的審判
再要畢業的時候如果出現兩個以上（含兩個）第一位分數者時，將由學生會會長（「王」）來決定誰可以拿走獎勵。
獎勵
國小、國中、高中畢業時第一位分數者可以決定是要變成人類或是轉讓給別人，也可以拒絕獎勵。可是如果兔子成為學生會會長（「王」），並且是畢業時的第一位分數者時可以決定轉讓給別人，或是讓所有第一`第二名都有變成人類的權力，但是變成人類以後會失去所有有關兔子的記憶。

## 出版書籍
| 冊數 | 白泉社         | 白泉社                 | 東立出版社     | 東立出版社             |
| 冊數 | 發售日期       | ISBN                   | 發售日期       | ISBN                   |
| ---- | -------------- | ---------------------- | -------------- | ---------------------- |
| 1    | 2009年8月19日  | ISBN 978-4-592-19011-0 | 2010年1月20日  | ISBN 978-986-10-4922-9 |
| 2    | 2009年12月18日 | ISBN 978-4-592-19012-7 | 2010年5月4日   | ISBN 978-986-10-4923-6 |
| 3    | 2010年4月19日  | ISBN 978-4-592-19013-4 | 2010年10月21日 | ISBN 978-986-10-5658-6 |
| 4    | 2010年8月19日  | ISBN 978-4-592-19014-1 | 2011年5月10日  | ISBN 978-986-10-6186-3 |
| 5    | 2010年12月17日 | ISBN 978-4-592-19015-8 | 2011年6月10日  | ISBN 978-986-10-7031-5 |
| 6    | 2011年4月19日  | ISBN 978-4-592-19016-5 | 2012年1月18日  | ISBN 978-962-95-5941-0 |
| 7    | 2011年8月19日  | ISBN 978-4-592-19017-2 | 2012年5月22日  | ISBN 978-986-10-8344-5 |
| 8    | 2011年11月18日 | ISBN 978-4-592-19018-9 | 2012年9月18日  | ISBN 978-986-10-8964-5 |
| 9    | 2012年3月19日  | ISBN 978-4-592-19019-6 | 2013年1月25日  | ISBN 978-986-10-9731-2 |
| 10   | 2012年7月20日  | ISBN 978-4-592-19020-2 | 2013年6月24日  | ISBN 978-986-317-523-0 |
| 11   | 2012年11月20日 | ISBN 978-4-592-19631-0 | 2013年11月6日  | ISBN 978-986-324-378-6 |
| 12   | 2012年12月20日 | ISBN 978-4-592-19632-7 | 2014年4月17日  | ISBN 978-986-324-583-4 |

## 廣播劇CD
《CUTE3ヒロイン♥ドラマCD》
本商品是2010年1月《花與夢》4号附贈的非賣品。
配音：
巳待吳羽 - 釘宮理惠
右京 - 神谷浩史
茅 - 櫻井孝宏
蝶蝶 - 淺野真澄
黄苑 - 谷山紀章